# 摩薩德
情報和特殊使命局（羅馬化：HaMosad leModi‘in ṿleTafḳidim Meyuḥadim），又譯以色列情報特務局，简稱摩薩德（המוסד，HaMossad），是以色列的情報機構，局長直屬以色列总理，與以色列國家安全局（俗稱「辛貝特」）和以色列军事情报局（俗稱「阿曼」）組成以色列情報體系。
摩薩德在1949年由以色列總理大衛·班·古里昂成立，從事隱蔽行動、暗殺與反恐任務等。

## 历史

以色列諾亞行動下快艇回國路線

1949年7月，以色列總理戴维·本-古里安好友鲁文·希洛阿建議成立一個專門組織來協調情報和國家安全，並在1949年12月13日獲批成立，當時名為中央協調局。
1951年3月，中央協調局重組並更名為摩薩德，並直屬總理。摩薩德的架構十分神秘，早期的局長都是由總理空降而非內部晉升，成立初期最主要的工作是把阿拉伯地區猶太僑民帶回以色列。
1952年，局長鲁文·希洛阿辭職，艾瑟·哈瑞爾担任局长，艾瑟·哈瑞爾綽號為「矮子艾瑟」，是摩薩德史上任期最長的局長。艾瑟·哈瑞爾在任期間的重要功績包括：在1956年4月偷到赫魯雪夫的秘密演講稿，1960年5月在阿根廷綁架阿道夫·艾希曼回以色列，1963年以威嚇、炸彈等恐嚇在埃及工作的前納粹科學家，解決了飛彈危機。艾瑟·哈瑞爾因與戴维·本-古里安發生衝突而在1963年辭職，由梅爾·阿密特繼任，而總理戴维·本-古里安亦在數星期後辭職。
梅尔·阿密特擔任局長期間，受到前局長艾瑟·哈瑞爾的攻擊，其能力亦受到下屬的質疑。他在任5年期間，促使以色列與摩洛哥建立友好關係，成功偷到蘇聯米格-21，在烏拉圭暗殺了二战期间在拉脫維亞的里加的屠杀了大量犹太人的赫貝茨·丘庫爾斯。
1968年，兹维·扎米尔成為新任局長，在他任期內成功偷走幻象5型戰鬥機設計圖，成為了國產的鹰式战斗机。1969年，法國總統夏爾·戴高樂下令禁止以色列在法國建造的飛彈快艇驶往以色列，摩薩德成功偷走了五架飛彈快艇。
1972年，慕尼黑慘案发生，摩薩德展開了上帝之怒行動等一連串報復，把涉嫌殺害以色列運動員的有關人物，全部刺殺，然而1973年在挪威誤殺無關人士，使整個計劃曝光，摩薩德聲望趺至谷底。
1982年，纳胡姆·阿德莫尼成為局長，他是摩薩德成立以來首位從內部晉升的局長。1986年成功以美人計誘使洩露核計劃的莫迪凱·瓦努努從英國到意大利，然後在當地活捉他回以色列受審。
2004年，伊萊·泽拉在電視上公開說出埃及方面替以方效力的間諜姓名艾希拉夫·马旺，2007年，马旺被殺害。
2010年，摩薩德特工在杜拜一所酒店暗殺了哈瑪斯領導人马哈茂德·马巴胡赫，全程都被閉路電視錄下。
2011年11月12日的比德加纳飛彈工廠爆炸案，被指是摩薩德策劃。
2018年1月，摩萨德特工自稱窃取伊朗核设施重达半吨的机密资料。2019年10月摩薩德局長约西·科亨在媒體《以色列时报》訪問時承認有一份暗殺名單，他們長期密謀暗殺伊朗高官和中東一些什葉派組織人員。
2024年7月31日凌晨發生伊斯梅尔·哈尼亚遇刺案、9月17日發生2024年黎巴嫩無線設備爆炸事件，被指是摩薩德策劃。

## 歷任局長
1. 鲁文·希洛阿，1949年-1953年
2. 伊塞尔·哈雷尔（英语：Isser Harel），1953年-1963年
3. 梅尔·阿米特（英语：Meir Amit），1963年-1968年
4. 兹维·扎米尔，1968年-1973年
5. 伊茨哈克·霍菲（英语：Yitzhak Hofi），1973年-1982年
6. 纳胡姆·阿德莫尼（英语：Nahum Admoni），1982年-1989年
7. 沙卜塔伊·沙比特（英语：Shabtai Shavit），1989年-1996年
8. 丹尼·亚托姆（英语：Danny Yatom），1996年-1998年
9. 埃弗拉伊姆·哈勒维（英语：Efraim Halevy），1998年-2002年
10. 梅尔·达甘，2002年-2011年
11. 塔米尔·帕尔多，2011年-2016年
12. 约西·科亨（英语：Yossi Cohen），2016年-2021年
13. 大卫·巴尔内亚（英语：David Barnea），2021年至今

## 外部連結
- 官方網站